# آرتور نیکیش
آرتور نیکیش (مجاری: Nikisch Artúr؛ زاده ۱۲ اکتبر ۱۸۵۵ درگذشته ۲۳ ژانویهٔ ۱۹۲۲) رهبر ارکستر و نوازنده اهل آلمان بود.